# ちゅんま
ちゅんまは、日本のお笑いトリオ。吉本興業大阪本社所属。2017年12月30日結成。2020年10月14日解散。

## メンバー
- しゃっくー大佐（しゃっくーたいさ、1995年6月26日 - ）
  - 大阪府出身。出身校は大阪高校。立ち位置は向かって左。黄色いシャツにオーバーオール。
  - 旧芸名：阪田直樹（ピン芸人時代）。
- カラムーちゃんかなーち思て（からむーちゃんかなーちおもて、1994年7月10日 - ）
  - 鹿児島県出身。立ち位置は中央。赤いシャツにオーバーオール。
  - 本名：中道大夢
  - 旧芸名：ヒロム（ラスト・ナカミチ時代）、カラムーちゃん。
- なりちゃん（1997年2月10日 - ）
  - 鹿児島県出身。出身校はれいめい高等学校。立ち位置は向かって右。緑のシャツにオーバーオール。
  - 本名：中道大成
  - カラムーちゃんかなーち思ては実兄。
  - 元サッカー部。

## 来歴
大阪NSC38期生。同期にはフースーヤ、天才ピアニスト、エルフ、相乗効果、オフローズなど。カラムーちゃんかなーち思てとなりちゃんは実の兄弟であり、「ラスト・ナカミチ」（旧コンビ名：中道ブラザー、閃虎鬼）というコンビを組んでいたが、M-1グランプリでは1回戦突破もしたことがなかった。そこにNSCの同期でピン芸人として活動していたしゃっくー大佐が加入して、2017年12月に「ちゅんま」として結成。
2019年、今宮子供えびすマンザイ新人コンクールにて決勝進出。M-1グランプリ2019にて3回戦進出。GyaOで配信された予選動画が一部の業界内で話題となった。同業者にも注目され、芝大輔（モグライダー）と国崎和也（ランジャタイ）がライブで紹介したり、髙比良くるま（令和ロマン）が「大阪の漫才劇場で絡んでみたい芸人」に名を挙げたりした。
2020年10月14日、公式ツイッターにてしゃっくー大佐の芸人引退に伴いトリオを解散する事を発表した。解散後、カラムーちゃんとなりちゃんはピン芸人として活動を続けていたが引退。カラムーちゃんは堂山町にて居酒屋「酒とツマミ ちゅんま」を開業しており、なりちゃんも手伝っている。

## 芸風
メンバー全員がアフロヘアーであり、オーバーオールを衣裳としている。ボケ・ツッコミの分担は特になく、3人で声を揃えながら「ワンアフロ」、「ポンデリング」などアフロヘアーを使ったギャグを連発するなどの不条理な漫才を行う。
アフロヘアーはカツラではなく地毛であり、その為に1人2万円かかっており、3人で髪型だけで6万円かかっている。

## 賞レース戦績
- 2018年 M-1グランプリ 2回戦進出
- 2019年 M-1グランプリ 3回戦進出
- 2020年 M-1グランプリ 1回戦敗退